# Tercera Federación - Grupo IV 2022-23
La temporada 2022-23 del Grupo IV de la Tercera Federación de fútbol comenzó el 11 de septiembre de 2022 y finalizó el 23 de abril de 2023. Posteriormente se disputa la promoción de ascenso entre el 30 de abril y el 21 de mayo en su fase territorial, y para finalizar en su fase nacional entre el 28 de mayo y el 4 de junio. Se trata de la segunda edición tras la restructuración de las categorías no profesionales por parte de la RFEF a causa de la pandemia global causada por el Coronavirus; y es la quinta categoría a nivel nacional.

## Sistema de competición
Participan dieciséis clubes en un único grupo. Se enfrentan todos contra todos en dos ocasiones -una en campo propio y otra en campo contrario- durante un total de 30 jornadas. El orden de los encuentros se decide por sorteo antes de empezar la competición. La Federación de Fútbol del País Vasco es la responsable de designar las fechas de los partidos y los árbitros de cada encuentro, reservando al equipo local la potestad de fijar el horario exacto de cada encuentro.
Una vez finalizada la competición, el primer clasificado asciende directamente a Segunda Federación y se proclama campeón de Tercera Federación.
Los clasificados entre el segundo y el quinto lugar disputan un Play Off territorial en formato de eliminatorias a doble partido de ida y vuelta. En caso de empate el vencedor de la eliminatoria es el equipo mejor clasificado. El equipo vencedor de este Play Off se clasifica a la Promoción de ascenso a Segunda Federación que tiene carácter de final interterritorial.
Los tres últimos clasificados descendían directamente a Divisiones Regionales; pero en el mes de mayo y una vez finalizada la temporada se anunció el acuerdo de la ampliación de la categoría, pasando de dieciséis a dieciocho equipos en cada uno de los grupos de Tercera Federación. En el mes de junio la RFEF lo confirmó en una circular, anunciando que las dos plazas vacantes deben ser propuestas por las federaciones territoriales y aprobadas por la RFEF, amparándose en los artículos 119 y 217 del Reglamento General en los que se da prioridad a los equipos que hayan ocupado puestos de descenso en esta categoría.

## Ascensos y descensos
| Pos. | Ascendidos a Segunda Federación |
| ---- | ------------------------------- |
| 1º   | Deportivo Alavés "B"            |
| 2º   | S. D. Beasain                   |

| Pos. | Ascendido de División de Honor de Vizcaya |
| ---- | ----------------------------------------- |
| 1º   | C. D. Padura                              |

| Pos. | Ascendido de División de Honor Regional de Guipúzcoa |
| ---- | ---------------------------------------------------- |
| 1º   | Touring K. E.                                        |

| Pos. | Ascendido de Regional Preferente de Álava |
| ---- | ----------------------------------------- |
| 1º   | C. D. Aurrera de Vitoria                  |

| Pos. | Descendidos a Divisiones Regionales |
| ---- | ----------------------------------- |
| 16.º | Santutxu F. C.                      |
| 17.º | Uritarra K. T.                      |
| 18.º | Amurrio Club                        |
| 19.º | Beti Gazte K. J. K. E.              |
| 20.º | Tolosa C. F.                        |

## Equipos

### Listado de equipos
| Equipo                   | Localidad       | Estadio           | Capacidad |
| ------------------------ | --------------- | ----------------- | --------- |
| C. D. Anaitasuna         | Azcoitia        | Txerloia          | 3000      |
| Aurrera K. E.            | Ondárroa        | Zaldupe           | 2500      |
| C. D. Aurrera de Vitoria | Vitoria         | Olaranbe          | 4000      |
| Barakaldo C. F.          | Baracaldo       | Lasesarre         | 7960      |
| C. D. Basconia           | Basauri         | Artunduaga        | 8500      |
| S. D. Deusto             | Deusto, Bilbao  | Etxezuri          | 1000      |
| S. C. D. Durango         | Durango         | Tabira            | 3000      |
| C. D. Lagun Onak         | Azpeitia        | Garmendipe        | 2500      |
| S. D. Leioa              | Lejona          | Sarriena          | 3741      |
| C. D. Padura             | Arrigorriaga    | Santo Cristo      | 1500      |
| Pasaia KE                | Pasajes         | Jesús Mari Zamora | 2000      |
| Club Portugalete         | Portugalete     | La Florida        | 5000      |
| C. D. San Ignacio        | Adurza, Vitoria | Adurtzabal        | 400       |
| Touring K. E.            | Rentería        | Fandería          | 1500      |
| Urdúliz FT               | Urdúliz         | Iparralde         | 300       |
| C. D. Vitoria            | Éibar           | Unbe              | 1000      |

| Anaitasuna Aurrera Aurrera V. Barakaldo San Ignacio Basconia C. Durango Deusto Lagun Onak Leioa Padura Pasaia Portugalete Touring Urdúliz Vitoria |

### Equipos por provincia
| N.º | Provincia | Equipos |
| --- | --------- | --- |
| 9   | Vizcaya   | Aurrera K. E., Barakaldo C. F., C. D. Basconia, S. D. Deusto, S. C. D. Durango, S. D. Leioa, C. D. Padura, Club Portugalete y Urdúliz FT. |
| 4   | Guipúzcoa | C. D. Anaitasuna, C. D. Lagún Onak, Pasaia K. E. y Touring K. E.                                                                          |
| 3   | Álava     | C. D. Aurrera de Vitoria, C. D. San Ignacio y C. D. Vitoria.                                                                              |

## Clasificación
| Pos. | Equipo                       | Pts. | PJ | G  | E  | P  | GF | GC | Dif. |                                                                |
| ---- | ---------------------------- | ---- | -- | -- | -- | -- | -- | -- | ---- | -------------------------------------------------------------- |
| 1    | Barakaldo C. F. (A, C)       | 76   | 30 | 23 | 7  | 0  | 67 | 11 | +56  | Ascenso a Segunda Federación                                   |
| 2    | C. D. Vitoria                | 58   | 30 | 16 | 10 | 4  | 49 | 18 | +31  | Acceso a Promoción de Ascenso a Segunda Federación y Copa RFEF |
| 3    | S. D. Leioa                  | 56   | 30 | 17 | 5  | 8  | 49 | 36 | +13  | Acceso a Promoción de Ascenso a Segunda Federación             |
| 4    | C. D. Basconia               | 54   | 30 | 15 | 9  | 6  | 59 | 37 | +22  | Acceso a Promoción de Ascenso a Segunda Federación             |
| 5    | S. D. Deusto                 | 47   | 30 | 11 | 14 | 5  | 38 | 26 | +12  | Acceso a Promoción de Ascenso a Segunda Federación             |
| 6    | Club Portugalete             | 41   | 30 | 11 | 8  | 11 | 32 | 32 | 0    |                                                                |
| 7    | Pasaia K. E.                 | 38   | 30 | 11 | 5  | 14 | 36 | 53 | −17  |                                                                |
| 8    | S. C. D. Durango             | 37   | 30 | 10 | 7  | 13 | 40 | 41 | −1   |                                                                |
| 9    | Aurrerá K. E.                | 37   | 30 | 9  | 10 | 11 | 29 | 37 | −8   |                                                                |
| 10   | C. D. Anaitasuna             | 37   | 30 | 9  | 10 | 11 | 36 | 36 | 0    |                                                                |
| 11   | Urduliz F. T.                | 33   | 30 | 7  | 12 | 11 | 31 | 38 | −7   |                                                                |
| 12   | C. D. Lagun Onak             | 33   | 30 | 7  | 12 | 11 | 25 | 29 | −4   |                                                                |
| 13   | C. D. Padura                 | 32   | 30 | 7  | 11 | 12 | 28 | 39 | −11  |                                                                |
| 14   | Touring K. E.                | 32   | 30 | 8  | 8  | 14 | 34 | 52 | −18  |                                                                |
| 15   | C. D. San Ignacio            | 26   | 30 | 6  | 8  | 16 | 30 | 53 | −23  |                                                                |
| 16   | C. D. Aurrera de Vitoria (D) | 12   | 29 | 2  | 6  | 21 | 17 | 62 | −45  | Descenso a Divisiones Regionales                               |

Actualizado a los partidos jugados el 22 de abril de 2023.
 Fuente: Resultados Fútbol

## Resultados
| Local \ Visitante        | ANA | AUO | AUV | BAR | BAS | CDU | DEU | LAG | LEI | PAD | PAS | POR | SIG | TOU | URD | VIT |
| ------------------------ | --- | --- | --- | --- | --- | --- | --- | --- | --- | --- | --- | --- | --- | --- | --- | --- |
| C.D. Anaitasuna          | —   | 4–4 | 4–0 | 0–1 | 2–1 | 1–1 | 0–0 | 1–0 | 0–1 | 2–2 | 0–0 | 1–0 | 1–0 | 3–0 | 3–1 | 1–2 |
| Aurrerá K. E.            | 1–0 | —   | 1–0 | 0–3 | 1–0 | 0–2 | 1–2 | 0–2 | 1–1 | 2–0 | 1–1 | 2–1 | 1–1 | 1–0 | 0–0 | 1–0 |
| C. D. Aurrera de Vitoria | 1–2 | 0–3 | —   | 1–5 | 0–1 | 1–1 | 0–2 | 1–1 | 1–2 | 1–2 | 1–3 | 0–0 | 0–1 | 1–1 | 1–0 | 0–3 |
| Barakaldo C.F.           | 1–0 | 4–0 | 8–1 | —   | 0–0 | 1–1 | 0–0 | 2–0 | 3–1 | 2–1 | 3–0 | 3–1 | 3–0 | 4–0 | 2–1 | 0–0 |
| C.D. Basconia            | 2–0 | 2–0 | 2–1 | 0–1 | —   | 5–1 | 1–1 | 1–1 | 2–1 | 2–0 | 2–3 | 3–1 | 4–4 | 1–1 | 4–3 | 1–0 |
| S.C.D. Durango           | 4–0 | 0–2 | 2–1 | 2–2 | 2–3 | —   | 4–0 | 1–0 | 1–2 | 2–0 | 1–1 | 0–1 | 1–3 | 0–2 | 4–0 | 0–3 |
| S.D. Deusto              | 1–1 | 0–0 | 2–0 | 1–1 | 2–1 | 1–2 | —   | 1–1 | 1–0 | 1–1 | 5–1 | 0–0 | 1–1 | 4–0 | 0–0 | 1–1 |
| C.D. Lagun Onak          | 2–0 | 1–1 | 1–0 | 0–1 | 1–1 | 2–1 | 0–1 | —   | 0–2 | 1–0 | 2–6 | 1–1 | 1–1 | 0–0 | 0–1 | 1–1 |
| S.D. Leioa               | 1–0 | 3–1 | 3–0 | 0–6 | 1–1 | 1–3 | 3–1 | 2–1 | —   | 2–1 | 7–0 | 2–0 | 1–0 | 3–1 | 2–1 | 1–1 |
| C. D. Padura             | 2–1 | 2–0 | 2–0 | 0–1 | 1–1 | 0–0 | 1–0 | 0–0 | 2–2 | —   | 0–2 | 1–2 | 0–0 | 3–1 | 0–0 | 0–5 |
| Pasaia K.E.              | 3–2 | 2–1 | 1–1 | 0–4 | 2–1 | 0–1 | 0–2 | 0–0 | 3–2 | 0–1 | —   | 0–1 | 2–3 | 0–2 | 1–0 | 0–5 |
| Club Portugalete         | 0–0 | 2–1 | 2–1 | 0–1 | 2–3 | 1–1 | 1–0 | 1–0 | 0–1 | 1–1 | 0–1 | —   | 1–1 | 2–0 | 4–3 | 1–2 |
| C.D. San Ignacio         | 0–4 | 1–2 | 0–1 | 0–1 | 2–4 | 2–1 | 1–2 | 0–4 | 0–2 | 2–0 | 3–0 | 0–3 | —   | 0–6 | 1–2 | 0–1 |
| Touring K. E.            | 1–1 | 1–1 | 4–0 | 0–2 | 1–7 | 2–0 | 0–0 | 1–2 | 3–0 | 2–1 | 0–4 | 1–3 | 2–2 | —   | 0–0 | 0–2 |
| Urduliz F.T.             | 4–1 | 1–1 | 1–1 | 1–1 | 1–1 | 1–0 | 2–4 | 1–0 | 0–0 | 3–3 | 1–0 | 0–0 | 1–0 | 1–2 | —   | 0–1 |
| C.D. Vitoria             | 1–1 | 1–0 | 2–1 | 0–1 | 1–2 | 3–1 | 2–2 | 0–0 | 2–0 | 1–1 | 1–0 | 2–0 | 1–1 | 4–0 | 1–1 | —   |

## Play Off de Ascenso a Segunda Federación
|  | Semifinales                                          | Semifinales                                          | Semifinales                                          | Semifinales                                          | Semifinales                                          |   |    | Final                                                | Final                                                | Final                                                | Final                                                | Final                                                |  |
|  | 30 de abril de 2023 (ida) 7 de mayo de 2023 (vuelta) | 30 de abril de 2023 (ida) 7 de mayo de 2023 (vuelta) | 30 de abril de 2023 (ida) 7 de mayo de 2023 (vuelta) | 30 de abril de 2023 (ida) 7 de mayo de 2023 (vuelta) | 30 de abril de 2023 (ida) 7 de mayo de 2023 (vuelta) |   |    | 14 de mayo de 2023 (ida) 21 de mayo de 2023 (vuelta) | 14 de mayo de 2023 (ida) 21 de mayo de 2023 (vuelta) | 14 de mayo de 2023 (ida) 21 de mayo de 2023 (vuelta) | 14 de mayo de 2023 (ida) 21 de mayo de 2023 (vuelta) | 14 de mayo de 2023 (ida) 21 de mayo de 2023 (vuelta) |  |
|  |                                                      |                                                      |                                                      |                                                      |                                                      |   |    |                                                      |                                                      |                                                      |                                                      |                                                      |  |
|  |                                                      |                                                      |                                                      |                                                      |                                                      |   |    |                                                      |                                                      |                                                      |                                                      |                                                      |  |
|  | 5º                                                   | S. D. Deusto                                         | 0                                                    | 2                                                    | 2                                                    |   |    |                                                      |                                                      |                                                      |                                                      |                                                      |  |
|  | 5º                                                   | S. D. Deusto                                         | 0                                                    | 2                                                    | 2                                                    |   |    |                                                      |                                                      |                                                      |                                                      |                                                      |  |
|  | 2º                                                   | C. D. Vitoria                                        | 0                                                    | 1                                                    | 1                                                    |   |    |                                                      |                                                      |                                                      |                                                      |                                                      |  |
|  | 2º                                                   | C. D. Vitoria                                        | 0                                                    | 1                                                    | 1                                                    |   | 5º | S. D. Deusto                                         | 1                                                    | 1                                                    | 2                                                    |                                                      |  |
|  |                                                      |                                                      |                                                      |                                                      |                                                      |   | 5º | S. D. Deusto                                         | 1                                                    | 1                                                    | 2                                                    |                                                      |  |
|  |                                                      |                                                      | 3º                                                   | S. D. Leioa                                          | 2                                                    | 2 | 4  |                                                      |                                                      |                                                      |                                                      |                                                      |  |
|  | 4º                                                   | C. D. Basconia                                       | 3º                                                   | S. D. Leioa                                          | 2                                                    | 2 | 4  | 1                                                    | 0                                                    | 1                                                    |                                                      |                                                      |  |
|  | 4º                                                   | C. D. Basconia                                       |                                                      |                                                      |                                                      |   |    | 1                                                    | 0                                                    | 1                                                    |                                                      |                                                      |  |
|  | 3º                                                   | S. D. Leioa                                          | 0                                                    | 2                                                    | 2                                                    |   |    |                                                      |                                                      |                                                      |                                                      |                                                      |  |
|  | 3º                                                   | S. D. Leioa                                          | 0                                                    | 2                                                    | 2                                                    |   |    |                                                      |                                                      |                                                      |                                                      |                                                      |  |
|  |                                                      |                                                      |                                                      |                                                      |                                                      |   |    |                                                      |                                                      |                                                      |                                                      |                                                      |  |

## Clasificado a la Copa del Rey
| Bandera del País Vasco |
| Barakaldo C. F.        |
| 1º Puesto              |

Nota: Hay posibilidad de que el subcampeón se clasifique a la Copa del Rey si no es un equipo filial.